# IBU Cup 2017-2018
Ne doit pas être confondu avec Coupe du monde de biathlon 2017-2018.
Navigation
Édition précédente Édition suivante
L'IBU Cup 2017/2018 est la dixième édition de l'IBU Cup de biathlon.

## Programme
| \| Sjusjøen Lenzerheide Obertilliach Osrblie Arber Ridnaun-Val Ridanna Martell-Val Martello Uvat Khanty-Mansiïsk \| Les sites des compétitions en Europe |
| Sjusjøen Lenzerheide Obertilliach Osrblie Arber Ridnaun-Val Ridanna Martell-Val Martello Uvat Khanty-Mansiïsk                                            |

## Attribution des points
| Place  | 1  | 2  | 3  | 4  | 5  | 6  | 7  | 8  | 9  | 10 | 11 | 12 | 13 | 14 | 15 | 16 | 17 | 18 | 19 | 20 | 21 | 22 | 23 | 24 | 25 | 26 | 27 | 28 | 29 | 30 | 31 | 32 | 33 | 34 | 35 | 36 | 37 | 38 | 39 | 40 |
| ------ | -- | -- | -- | -- | -- | -- | -- | -- | -- | -- | -- | -- | -- | -- | -- | -- | -- | -- | -- | -- | -- | -- | -- | -- | -- | -- | -- | -- | -- | -- | -- | -- | -- | -- | -- | -- | -- | -- | -- | -- |
| Points | 60 | 54 | 48 | 43 | 40 | 38 | 36 | 34 | 32 | 31 | 30 | 29 | 28 | 27 | 26 | 25 | 24 | 23 | 22 | 21 | 20 | 19 | 18 | 17 | 16 | 15 | 14 | 13 | 12 | 11 | 10 | 9  | 8  | 7  | 6  | 5  | 4  | 3  | 2  | 1  |

## Classements

### Classements généraux
| Rang | Nom                        | Points | Victoire(s) |
| ---- | -------------------------- | ------ | ----------- |
| 1    | Vetle Sjåstad Christiansen | 721    | 3           |
| 2    | Fredrik Gjesbakk           | 587    |             |
| 3    | Petr Pashenko              | 571    |             |
| 4    | Fabien Claude              | 540    | 1           |
| 5    | Vegard Gjermundshaug       | 530    | 1           |
| 6    | Alexey Slepov              | 475    | 1           |
| 7    | Aleksandr Loguinov         | 456    | 5           |
| 8    | Florian Graf               | 441    |             |
| 9    | Aslak Nenseter             | 432    |             |
| 10   | Håvard Bogetveit           | 418    |             |

| Rang | Nom                 | Points | Victoire(s) |
| ---- | ------------------- | ------ | ----------- |
| 1    | Karolin Horchler    | 675    | 2           |
| 2    | Chloé Chevalier     | 613    | 2           |
| 3    | Nadine Horchler     | 604    | 1           |
| 4    | Irina Uslugina      | 490    | 2           |
| 5    | Enora Latuillière   | 458    |             |
| 6    | Luise Kummer        | 419    |             |
| 7    | Kristina Reztsova   | 406    |             |
| 8    | Uliana Kaisheva     | 404    | 5           |
| 9    | Anastasia Zagoruiko | 394    | 1           |
| 10   | Yuliia Zhuravok     | 382    |             |

## Calendrier et podiums

### Hommes
| Étape                                                          | Lieu                 | Épreuve           | Date             | Vainqueur              | Deuxième              | Troisième             | Leader du classement général |
| -------------------------------------------------------------- | -------------------- | ----------------- | ---------------- | ---------------------- | --------------------- | --------------------- | ---------------------------- |
| 1                                                              | Sjusjøen             | Sprint 10 km      | 23 novembre 2017 | Émilien Jacquelin      | Johannes Kühn         | Aleksey Slepov        | Émilien Jacquelin            |
| 1                                                              | Sjusjøen             | Sprint 10 km      | 25 novembre 2017 | Tarjei Bø              | Fredrik Gjesbakk      | Eduard Latypov        | Fredrik Gjesbakk             |
| 2                                                              | Lenzerheide          | Sprint 10 km      | 9 décembre 2017  | Antonin Guigonnat      | Vegard Gjermundshaug  | Fredrik Gjesbakk      | Fredrik Gjesbakk             |
| 2                                                              | Lenzerheide          | Poursuite 12,5 km | 10 décembre 2017 | Antonin Guigonnat      | Fredrik Gjesbakk      | Aleksey Slepov        | Fredrik Gjesbakk             |
| 3                                                              | Obertilliach         | Individuel 20 km  | 14 décembre 2017 | Vetle S. Christiansen  | Michael Rösch         | Volodymyr Siemakov    | Vetle Sjåstad Christiansen   |
| 3                                                              | Obertilliach         | Sprint 10 km      | 16 décembre 2017 | Dmitry Malyshko        | Eduard Latypov        | Émilien Jacquelin     | Vetle Sjåstad Christiansen   |
| 4                                                              | Brezno-Osrblie       | Sprint 10 km      | 6 janvier 2018   | Simon Fourcade         | Fredrik Gjesbakk      | Vegard Gjermundshaug  | Vetle Sjåstad Christiansen   |
| 4                                                              | Brezno-Osrblie       | Sprint 10 km      | 7 janvier 2018   | Vegard Gjermundshaug   | Simon Fourcade        | Florian Graf          | Vegard Gjermundshaug         |
| 5                                                              | Arber                | Individuel 20 km  | 11 janvier 2018  | Jean-Guillaume Beatrix | Petr Pashenko         | Vladimir Chepelin     | Vegard Gjermundshaug         |
| 5                                                              | Arber                | Sprint 10 km      | 13 janvier 2018  | Vetle S. Christiansen  | Émilien Jacquelin     | Fredrik Gjesbakk      | Fredrik Gjesbakk             |
| Championnats d'Europe de biathlon 2018 (23 au 28 janvier 2018) |                      |                   |                  |                        |                       |                       |                              |
| CE                                                             | Ridnaun-Val Ridanna  | Individuel 20 km  | 24 janvier 2018  | Felix Leitner          | Tomáš Krupčík         | Philipp Horn          | Vetle Sjåstad Christiansen   |
| CE                                                             | Ridnaun-Val Ridanna  | Sprint 10 km      | 26 janvier 2018  | Andrejs Rastorgujevs   | Aleksandr Loguinov    | Krasimir Anev         | Vetle Sjåstad Christiansen   |
| CE                                                             | Ridnaun-Val Ridanna  | Poursuite 12,5 km | 27 janvier 2018  | Aleksandr Loguinov     | Krasimir Anev         | Evgeniy Garanichev    | Vetle Sjåstad Christiansen   |
| Fin des championnats d'Europe                                  |                      |                   |                  |                        |                       |                       |                              |
| 6                                                              | Martell-Val Martello | Sprint 10 km      | 2 février 2018   | Aleksandr Loguinov     | Fredrik Gjesbakk      | Simon Fourcade        | Fredrik Gjesbakk             |
| 6                                                              | Martell-Val Martello | Poursuite 12,5 km | 3 février 2018   | Aleksandr Loguinov     | Dmitry Malyshko       | Håvard Bogetveit      | Fredrik Gjesbakk             |
| 7                                                              | Uvat                 | Individuel 20 km  | 10 mars 2018     | Fabien Claude          | Vetle S. Christiansen | Aleksandr Loguinov    | Vetle Sjåstad Christiansen   |
| 7                                                              | Uvat                 | Sprint 10 km      | 11 mars 2018     | Aleksandr Loguinov     | Aleksey Slepov        | Philipp Nawrath       | Vetle Sjåstad Christiansen   |
| 8                                                              | Khanty-Mansiïsk      | Super Sprint      | 14 mars 2018     | Vetle S. Christiansen  | Lorenz Waeger         | Vasilii Tomshin       | Vetle Sjåstad Christiansen   |
| 8                                                              | Khanty-Mansiïsk      | Sprint 10 km      | 16 mars 2018     | Aleksey Slepov         | Aleksandr Loguinov    | Vetle S. Christiansen | Vetle Sjåstad Christiansen   |
| 8                                                              | Khanty-Mansiïsk      | Poursuite 12,5 km | 17 mars 2018     | Aleksandr Loguinov     | Aleksey Slepov        | Florian Graf          | Vetle Sjåstad Christiansen   |

### Femmes
| Étape                                                          | Lieu                 | Épreuve          | Date             | Vainqueur           | Deuxième             | Troisième              | Leader du classement général |
| -------------------------------------------------------------- | -------------------- | ---------------- | ---------------- | ------------------- | -------------------- | ---------------------- | ---------------------------- |
| 1                                                              | Sjusjøen             | Sprint 7,5 km    | 23 novembre 2017 | Uliana Kaisheva     | Thekla Brun-Lie      | Olga Iakushova         | Uliana Kaisheva              |
| 1                                                              | Sjusjøen             | Sprint 7,5 km    | 25 novembre 2017 | Denise Herrmann     | Katharina Innerhofer | Thekla Brun-Lie        | Thekla Brun-Lie              |
| 2                                                              | Lenzerheide          | Sprint 7,5 km    | 9 décembre 2017  | Uliana Kaisheva     | Olga Abramova        | Yuliia Zhuravok        | Uliana Kaisheva              |
| 2                                                              | Lenzerheide          | Poursuite 10 km  | 10 décembre 2017 | Uliana Kaisheva     | Daria Virolainen     | Chloé Chevalier        | Uliana Kaisheva              |
| 3                                                              | Obertilliach         | Individuel 15 km | 14 décembre 2017 | Monika Hojnisz      | Karolin Horchler     | Elisa Gasparin         | Uliana Kaisheva              |
| 3                                                              | Obertilliach         | Sprint 7,5 km    | 16 décembre 2017 | Karolin Horchler    | Julia Simon          | Uliana Kaisheva        | Uliana Kaisheva              |
| 4                                                              | Brezno-Osrblie       | Sprint 7,5 km    | 6 janvier 2018   | Uliana Kaisheva     | Chloé Chevalier      | Kaia Woeien Nicolaisen | Uliana Kaisheva              |
| 4                                                              | Brezno-Osrblie       | Sprint 7,5 km    | 7 janvier 2018   | Uliana Kaisheva     | Irina Uslugina       | Karolin Horchler       | Uliana Kaisheva              |
| 5                                                              | Arber                | Individuel 15 km | 11 janvier 2018  | Nadine Horchler     | Thekla Brun-Lie      | Anna Weidel            | Uliana Kaisheva              |
| 5                                                              | Arber                | Sprint 7,5 km    | 13 janvier 2018  | Hilde Fenne         | Valeriia Vasnetcova  | Kristina Reztsova      | Uliana Kaisheva              |
| Championnats d'Europe de biathlon 2018 (23 au 28 janvier 2018) |                      |                  |                  |                     |                      |                        |                              |
| CE                                                             | Ridnaun-Val Ridanna  | Individuel 15 km | 24 janvier 2018  | Chloé Chevalier     | Alexia Runggaldier   | Victoria Slivko        | Uliana Kaisheva              |
| CE                                                             | Ridnaun-Val Ridanna  | Sprint 7,5 km    | 26 janvier 2018  | Iryna Varvynets     | Chloé Chevalier      | Fuyuko Tachizaki       | Uliana Kaisheva              |
| CE                                                             | Ridnaun-Val Ridanna  | Poursuite 10 km  | 27 janvier 2018  | Chloé Chevalier     | Iryna Varvynets      | Julia Simon            | Uliana Kaisheva              |
| Fin des championnats d'Europe                                  |                      |                  |                  |                     |                      |                        |                              |
| 6                                                              | Martell-Val Martello | Sprint 7,5 km    | 2 février 2018   | Victoria Slivko     | Anastasia Zagoruiko  | Enora Latuillière      | Nadine Horchler              |
| 6                                                              | Martell-Val Martello | Poursuite 10 km  | 3 février 2018   | Anastasia Zagoruiko | Chloé Chevalier      | Karolin Horchler       | Chloé Chevalier              |
| 7                                                              | Uvat                 | Individuel 15 km | 10 mars 2018     | Irina Uslugina      | Yuliia Zhuravok      | Evgeniya Pavlova       | Karolin Horchler             |
| 7                                                              | Uvat                 | Sprint 7,5 km    | 11 mars 2018     | Evgeniya Pavlova    | Karolin Horchler     | Yuliia Zhuravok        | Karolin Horchler             |
| 8                                                              | Khanty-Mansiïsk      | Super Sprint     | 14 mars 2018     | Karolin Horchler    | Nadine Horchler      | Tamara Voronina        | Karolin Horchler             |
| 8                                                              | Khanty-Mansiïsk      | Sprint 7,5 km    | 16 mars 2018     | Julia Schwaiger     | Anastasia Egorova    | Irina Uslugina         | Karolin Horchler             |
| 8                                                              | Khanty-Mansiïsk      | Poursuite 10 km  | 17 mars 2018     | Irina Uslugina      | Anastasia Egorova    | Karolin Horchler       | Karolin Horchler             |

### Mixte
| Etape                                                          | Lieu                | Épreuve                        | Date             | Vainqueur | Deuxième                                                                                 | Troisième                                                                                        |
| -------------------------------------------------------------- | ------------------- | ------------------------------ | ---------------- | --- | ---------------------------------------------------------------------------------------- | ------------------------------------------------------------------------------------------------ |
| 1                                                              | Sjusjøen            | Relais simple (6 km + 7,5 km)  | 26 novembre 2017 | France - Julia Simon - Antonin Guigonnat                                                                            | Suède - Elisabeth Hoegberg - Tobias Arwidson                                             | Autriche - Katharina Innerhofer - David Komatz                                                   |
| 1                                                              | Sjusjøen            | Relais (2 x 6 km + 2 x 7,5 km) | 26 novembre 2017 | Russie - Uliana Kaisheva - Irina Uslugina - Alexander Povarnitsyn - Aleksey Slepov                                  | France - Coline Varcin - Chloé Chevalier - Clément Dumont - Fabien Claude                | Allemagne - Nadine Horchler - Marie Heinrich - Michael Willeitner - David Zobel                  |
| 2                                                              | Lenzerheide         | Relais simple (6 km + 7,5 km)  | 8 décembre 2017  | Norvège - Thekla Brun-Lie - Vetle Sjåstad Christiansen                                                              | France - Julia Simon - Antonin Guigonnat                                                 | Russie - Kristina Reztsova - Aleksey Volkov                                                      |
| 2                                                              | Lenzerheide         | Relais (2 x 6 km + 2 x 7,5 km) | 8 décembre 2017  | France - Enora Latuillière - Chloé Chevalier - Clément Dumont - Fabien Claude                                       | Russie - Irina Uslugina - Valeria Vasnetsova - Petr Pashchenko - Alexander Povarnitsyn   | Allemagne - Nadine Horchler - Luise Kummer - Michael Willeitner - Florian Graf                   |
| 3                                                              | Obertilliach        | Relais simple (6 km + 7,5 km)  | 17 décembre 2017 | Russie - Kristina Reztsova - Aleksey Volkov                                                                         | France - Julia Simon - Émilien Jacquelin                                                 | Ukraine - Yuliya Zhuravok - Artem Pryma                                                          |
| 3                                                              | Obertilliach        | Relais (2 x 6 km + 2 x 7,5 km) | 17 décembre 2017 | Norvège - Emilie Ågheim Kalkenberg - Karoline Offigstad Knotten - Vetle Sjåstad Christiansen - Vegard Gjermundshaug | Allemagne - Karolin Horchler - Nadine Horchler - David Zobel - Roman Rees                | France - Coline Varcin - Myrtille Bègue - Clément Dumont - Aristide Bègue                        |
| Championnats d'Europe de biathlon 2018 (23 au 28 janvier 2018) |                     |                                |                  | |                                                                                          |                                                                                                  |
| CE                                                             | Ridnaun-Val Ridanna | Relais simple (6 km + 7,5 km)  | 28 janvier 2018  | Norvège - Thekla Brun-Lie - Vetle Sjåstad Christiansen                                                              | France - Julia Simon - Émilien Jacquelin                                                 | États-Unis - Susan Dunklee - Lowell Bailey                                                       |
| CE                                                             | Ridnaun-Val Ridanna | Relais (2 x 6 km + 2 x 7,5 km) | 28 janvier 2018  | Ukraine - Yuliya Zhuravok - Iryna Varvynets - Artem Pryma - Dmytro Pidruchnyy                                       | Russie - Victoria Slivko - Anastasia Zagoruiko - Evgeniy Garanichev - Aleksandr Loguinov | Norvège - Emilie Ågheim Kalkenberg - Kaia Wøien Nicolaisen - Håvard Bogetveit - Fredrik Gjesbakk |
| Fin des championnats d'Europe                                  |                     |                                |                  | |                                                                                          |                                                                                                  |